# Răzvan Pleșca
Răzvan Pleșca (n. 25 noiembrie 1982, Arad, România) este un fotbalist român retras din activitate, care a jucat pe post de portar la echipe ca Gaz Metan, Poli Iași și Național.